# Пентаплатинаиттрий
Пентаплатинаиттрий — бинарное неорганическое соединение
платины и иттрия
с формулой YPt5,
кристаллы.

## Получение
- Сплавление стехиометрических количеств чистых веществ:

{\displaystyle {\mathsf {5Pt+Y\ {\xrightarrow {1850^{o}C}}\ YPt_{5}}}}
- Восстановление водородом смеси платины и оксида иттрия [3]:

{\displaystyle {\mathsf {10Pt+Y_{2}O_{3}+3H_{2}\ {\xrightarrow {T}}\ 2YPt_{5}+3H_{2}O}}}

## Физические свойства
Пентаплатинаиттрий образует кристаллы
ромбической сингонии,

параметры ячейки a = 0,5239 нм, b = 0,9123 нм, c = 2,6533 нм,
структура типа пентаплатинасамария Pt5Sm
.
Соединение образуется по перитектической реакции при температуре ≈1850 °C .